# قضية الرجل المقنع

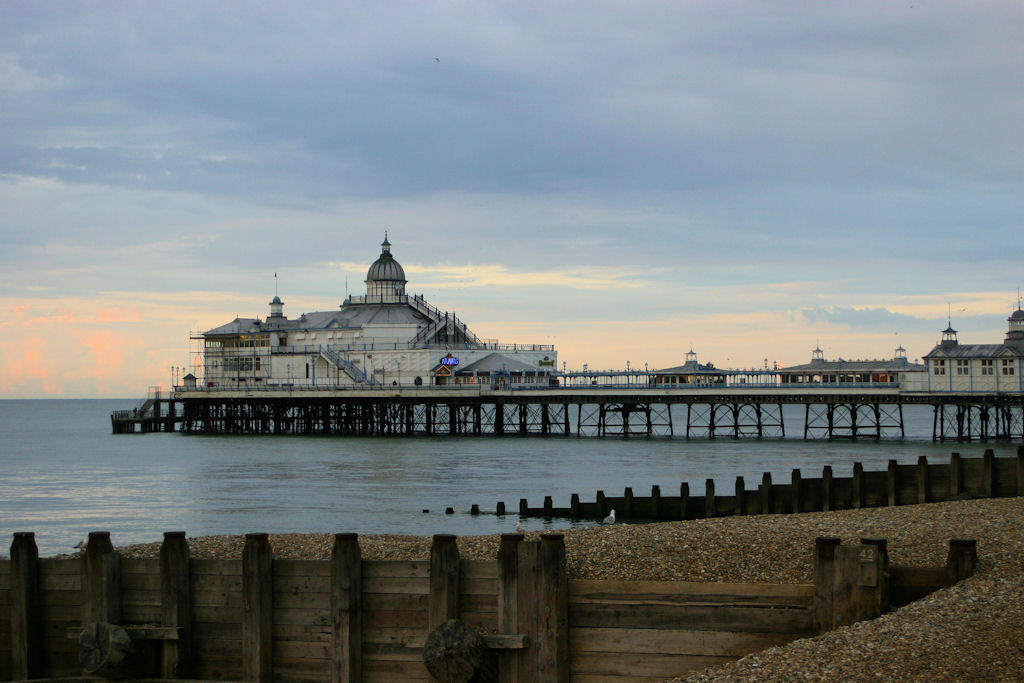

تقرير الاستئناف الجنائي رقم (8 Cr App R 133) والمعروف أيضا بقضية الرجل المقنع أو جريمة إيستبورن. وقعت هذه الجريمة في عام 1912 في إنجلترا وعرفت بجريمة الرجل المقنع بسبب ارتداء المتهم جون ويليمز قلنسوة أثناء انتقاله من المحكمة وإليها. مع عدم وجود أي شهود على الجريمة وقلة الأدلة الجنائية، قام أدجر پاور وهو طالب طب سابق بإخبار الشرطة أن صديقه جون ويليمز هو من قتل مفتش الشرطة في ايستبورن وقد ساعد پاور الشرطة بإعداد كمين من أجل القبض على جون ويليمز. كما قامت الشرطة بالتحقيق مع فلورنس سيمور وهي حبيبة ويليمز التي اعترفت بأنها قامت بمساعدة ويليمز بإخفاء سلاح الجريمة.
ولكن سيمور قامت بسحب قصتها لاحقا وتقدم رجل اخر مدعيا بأنه يعلم هوية القاتل الحقيقي. ظهور هذا الدليل الجديد وتصرفات القاضي في كل من القضية المبدأية والاستئنافية، دعى أعضاء البرلمان من الأحزاب السياسية الثلاثة الرئيسة إلى استجواب وزير الداخلية في هذا الشأن. وعلى الرغم من وجود العديد من دعوات الاستعطاف الا انه تم رفض جميع الاستئنافات وإعدام ويليمز في علم 1913. كانت هذه القضية أحد أولى القضايا في المملكة المتحدة التي استخدمت علم القذائف.

## حبكة القضية
رأى سائق عربة الأحصنة شخصا منحنيا أمام بوابة المدخل لمنزل السيدة النبيلة فلورا سزتاراي الواقع في جنوب كليف افنيو في ايستبورن في التاسع من أكتوبر عام 1912. كانت سزتاراي معروفة بامتلاكها العديد من المجوهرات وبأنها ستتزوج من رجل هنجاري ثري ونبيل. كان هذا السائق سائق السيدة الخاص ولذلك فقد أعلمها مباشرة عن وجود رجل ما عند عتبة منزلها فقامت بدورها بابلاغ الشرطة على الفور. وقد أرسلت الشرطة المفتش آرثر وولز للتحقيق مع هذا الرجل وفور وصوله، رأى الرجل مستلقيا في الرواق المعمد أعلى المدخل الرئيسي فطلب المفتش منه النزول على الفور ولكن الرجل أطلق طلقتين إحداهما قتلت المفتش آرثر.
كان لدى الشرطة دليلين فقط فقد وجدوا بضعة أثار أقدام في الحديقة كما وجدوا قبعة مرمية في بلاعة بالقرب من المنزل. أخذت الشرطة قوالب من أثار الأقدام وبدأت بالبحث عن صاحب القبعة من دون أي جدوى ولكن أثناء التحقيق واستجواب السكان المحليين، اكتشتفت الشرطة أنه كان يوجد رجل مع امرأة حامل في ظهر ذلك اليوم على مقعد بالقرب من مكان وقوع الجريمة كما شوهد هذا الرجل وهو يتجول في المكان مما أدى إلى إثارة شكوك الشرطة حول ما إذا كان هذا الرجل يقيم المكان.
زار طالب طب سابق يدعى ادجر پاور الشرطة في اليوم التالي وادعى بأنه يعرف هوية القاتل. قال پاور أن القاتل هو جورج مكاي الذي يملك اسما مستعارا ألا وهو جون ويليمز ويقطن مع حبيبته الحامل، فلورنس سيمور. علم پاور عن ويليمز عن طريق أخو ويليمز الذي كان صديق پاور المقرب فقد استلم أخو ويليمز رسالة من ويليمز في صباح ذلك اليوم وقام بدوره باعطائها لپاور وكانت الرسالة كالآتي:
«إذا كنت تريد انقاذ حياتي فتعال إلى شارع 4 تيدسول. اسأل عن سيمور. أحضر بعضا من النقود. ضروري جدا»
أخبر پاور الشرطة بأن ويليمز كان يحاول سرقة منزل سزتاراي وقد قام أثناء ذلك بقتل المفتش وولز كما اجتمع ويليمز بحبيبته وقد قررا دفن سلاح الجريمة في الشاطئ ومن ثم إرسال رسالة إلى أخو ويليمز يطلبون منه مبلغا من المال للرجوع إلى لندن. اعترف پاور بأنه وقع في غرام سيمور وهذا ما دفعه للقدوم إلى الشرطة.
طلب پاور من ويليمز المجيء إلى محطة مورجيت في اليوم التالي وقد حاصرت الشرطة ذلك المكان وقبضت على ويليمز وپاور معا ثم قامت بتغطية وجه ويليمز حتى لا يتمكن أحد من تصويره وقد نجحوا في ذلك فلم يستطع أحد رؤية وجه القاتل ومن ثم حرروا پاور مباشرة.
بعد فك قيد پاور، ذهب مباشرة إلى سيمور وأخبرها بأن الشرطة تعلم كل ما جرى وأن الطريقة الوحيدة للنجاة هي بتغيير مكان سلاح الجريمة ففي الخامس عشر من أكتوبر قاموا بمحاولة استرجاع السلاح إلا أن الشرطة قبضت عليهم مباشرة. خرج پاور بعد بضعة ساعات من مركز الشرطة ولكن بقيت سيمور مدة أطول في التحقيق. لم تكن سيمور في حالة جيدة نفسيا وجسديا فلذلك فقد كتبت إفادة تدين فيها ويليمز. وقد ذكرت في الإفادة الآتي:
"تركني ويليمز لمدة نصف ساعة بالقرب من منزل السيدة النبيلة في ليلة الجريمة وعاد بدون قبعته ثم أخرج حبلا مربوط بخطاف وأخرج
سلاح الجريمة وكسره إلى جزئين ثم قام بدفنهم على الشاطئ"
على الرغم من إفادة سيمور إلا أن ويليمز ظل يقول أنه بريء من السرقة وجريمة القتل كما قال: «لن أعترف بجريمة كهذه فلا بد أن الفاعل حاول الوصول إلى مستندات سزتاراي التي تتعلق بالسياسة فلا شك أنها متورطة بأعمال سياسية خارجية.»
ظهر ويليمز في محكمة ماجستريتس في ايستبورن في جلسة مبدأية ولم يكن لديه وكيل قضائي أو محام وقد ادعى بأنه بريء من كل التهم. كان ويليمز مغطى الرأس أثناء انتقاله من المحكمة وإليها حتى لا تتمكن الصحافة من التقاط صوره ولذلك فقد أطلقت عليه مسمى «الرجل المقنع». قررت الشرطة بأنه يجب استدعاء سيمور إلى منصة الشهود قبل أن تغير إفادتها فلذلك قامت سيسيل ويتلي، وقد كانت مستشارة قانونية آنذاك، باستدعاء سيمور إلى المنصة إلا أن سيمور أغمي عليها أربع مرات أثناء تواجدها في المنصة. مع وجود هذه الإعاقات فقد استغرقت الجلسة المبدأية أربعة أيام وفي النهاية نقلت القضية إلى محكمة الجنايات للمحاكمة.

## المحاكمة
بدأت محاكمة جون ويليمز بسبب قتله للمفتش آرثر وولز في الثاني عشر من ديسمبر من عام 1912 في محكمة الجنايات بوجود القاضي آرثر تشانل وأثناء ذلك، وجد ويليمز وكيل قضائي الذي قام بتوكيل پاترك هيستنجز وبيكر ليمثلوا ويليمز في المحكمة. وقد قام السيد فردرك لو وسيسل ويتلي بتمثيل السلطة الملكية. كانت هذه المحكمة أحد أشهر المحاكم حيث تجمع الناس خارج المحكمة لمحاولة رؤية المتهمين أو المحاميين كما تم وصف المحاكمة ب«أحد أكثر المحاكمات إثارة ضمن التاريخ الحالي» من قبل جريدة محلية.
تم استدعاء فلورنس سيمور إلى منصة الشهود أولا حيث قالت بأن ما صرحت به سابقا كان خاطئا وقد فعلت ذلك بسبب ادجر پاور الذي اخبرها أنها سوف تتهم بالقتل إذا لم تصرح بأن ويليمز هو القاتل وكان هذا ما اخل بقضية الادعاء فقد وضح فردرك لو في العرض التمهيدي أنهم يعتمدون اعتمادا تاما على إفادة سيمور. حصل لو على الإذن من القاضي حتى يعامل سيمور كشاهدة معادية ومع ذلك فقد رفضت بأن تقول شي من الممكن أن يدان ويليمز بسببه. لم يقم هيستنجز باستجواب الشاهدة إلا أنه سألها عن صحة ما قالته في المحكمة وأكدت سيمور بأنها لم تكذب ثم أجهشت بالبكاء.
بعد أن تم استدعاء بعض من الشهود الثانويين مثل سائق سيارة الأجرة وصاحب المنبى الذي يسكن فيه ويليمز وسيمور، استدعى الإدعاء ادجر پاور. شهد پاور على أن ويليمز كان يفتخر بإطلاق النار على وولز بعد أن قام ادجر بالسخرية من اداءه في استخدام السلاح. وفق كلام پاور فإن ويليمز قال مجيبا على هذه السخرية «كانت تلك طلقة جيدة» وكان يقصد بذلك الطلقة التي قتلت المفتش وولز. قام محام ويليمز يوصف ادجر لاحقا فقد قال «أنه أكثر شخص دنيء قابلته في حياتي» كما أوضح أُثناء الاستجواب أن پاور قد قام بخيانة أقرب أصدقائه، ويليمز وسيمور.
بعد ذلك استدعيَ المتهم جون ويليمز حيث ادعى بأن السارق فريدي مايك أعطاه طردا يحتوي على الحبل والمسدس وطلب منه بأن يحتفظ به حتى يأتي ويأخذه. ارتعب ويليمز بعد حدوث الجريمة بأنه سوف يكون أحد المتهمين وذلك لأنه يملك مسدسا وقد اعتقل بسبب عملية سطو سابقا.
اتضح لهيئة المحلفين أنه لا يمكنهم إدانة ويليمز فقط بتصاريح الشهود بعد سماع كل من ويليمز وپاور وسيمور ولكن كان هناك أدلة غير مباشرة مثل حافظة مسدس فارغة وجدت في أغراض ويليمز والتي كان عليها آثار وجود مسدس من نوع ما في داخلها حديثا. طلبت الشرطة مساعدة من أحد الخبراء في علم القذائف الحديث، روبرت تشرتشيل، وكانت هذه إحدى أولى المرات التي تقوم فيها الشرطة باستخدام هذا العلم في أحد قضاياها.
قام تشرتشيل بإطلاق طلقة من مسدس من نفس طراز مسدس المتهم وبذلك أثبت أن الطلقة التي قتلت المفتش آرثر قد أطلقت من مسدس يملك نفس طراز وعيار مسدس ويليمز ومع ذلك، فقد احتاج الإدعاء إلى دليل يثبت أن الطلقة قد أطلقت من مسدس ويليمز. اقترح كبير المفتشين، باور، بتصوير الهيكل الداخلي للمسدس حتى يثبت أن الطلقة أطلقت من ذلك المسدس خصيصا ولكن باءت هذه المحاولات بالفشل. عوضا عن ذلك، قام تشرتشيل بصناعة جبيرة تمثل الهيكل الداخلي للمسدس باستخدام الشمع. أطلق على هذه الطريقة «طريقة غير مرضية إطلاقا» إلا أنها كانت كافية لإدانة ويليمز.
في النهاية، قال القاضي تشانيل «أن أعمال المتهم توضح أنه مذنب» فقد حاول أن يخفي المسدس وأن يهرب من ايستبورن كما أوضح لهيئة المحلفين أن هناك الكثير من القضايا التي انتهت بإدانة المتهم بغض النظر عن وجود أدلة قليلة. بعد خمسة عشر دقيقة من النقاش تقريبا، اتفقت هيئة المحلفين بالحكم على المتهم بأنه مذنب وقد حكم القاضي على ويليمز بالإعدام.

## محكمة الإستئناف الجنائي
أعلن محامي ويليمز بعد صدور القرار مباشرة بأنه سوف يستأنف ذلك القرار وطلب من هيستنجز ان يمثل المتهم مرة أخرى ولكن هذه المرة في محكمة الاستئناف الجنائي. أقيمت هذه المحكمة المؤلفة من لورد الفرستون، والسيد جستس فيليمور، والسيد جستس ريدلي في الثالث عشر من يناير عام 1913. وقد جادل هيستنجز وقام باتهام السيد جستس تشانيل بانه قام بتضليل هيئة المحلفين في القضية المبدأية ولذلك فان قرارهم باطل ولكن لورد الفرستون رفض الاستئناف بدون سماع الطرف الآخر من الجدال وقال انه لم يجد اَي ادلة تدل على هذا التضليل. ولذلك شعر هيستنجز بأن الفرستون كان منحازا منذ البداية وقام بكتابة الآتي لاحقا «كان من الواضح انه مقتنع بذنب السجين منذ بداية المحاكمة ولَم يكن هناك اَي حجج قانونية يمكنها ان تترك اَي انطباع عليه.»

## الإعدام ومناشدات إضافية
تلقى ويليمز رسالة من «فريدي مايك» بعد أن تم رفض المناشدة الذي صرح بأنه يعلم القاتل الحقيقي ألا وهو أخوه التوأم الذي قتل مفتش الشرطة ثم هرب إلى فرنسا وسرعان ما قام ويليمز بإعطاء الرسالة إلى محاميه الذي بدوره تواصل مع خدمة شرطة العاصمة «سكوتلاند يارد.» قام محامي ويليمز وكبير المفتشين باور بزيارة فريدي مايك الذي حكى لهم نفس القصة التي ذكرها في الرسالة وقد تم إرسال نسخة من الرسالة إلى وزير الداخلية، ريجينالد مكينا، بالإضافة إلى تصريح قدمته فلورنس سيمور التي ادعت فيه أنها اعترفت بجريمة ويليمز بعد تعرضها لتهديدات من الشرطة.
أنشأت حملات وعرائض كثيرة بهدف تحرير ويليمز بعد نشر تصريح فريدي مايك لكافة الشعب وكان من بينهم عريضة أرسلت إلى وزير الداخلية يطالبون فيها بتأخير الحكم والتي احتوت على 35000 توقيع. وعند افتتاح مجلس العموم في الثالث والعشرين من ينايى 1913، تم استجواب ماكينا من قبل حزب العمال والمحافظين والنواب الليبراليين. ألقى روبرت مونرو، النائب عن ويك برجس خطابا يطلب فيه من وزير الداخلية أن يأخذ في الاعتبار كلا مما يلي: الحسابات المتضاربة وقلة وجود الأدلة المباشرة والطريقة التي اتبعها القاضي لتوجيه هيئة المحلفين إضافة إلى إطلاق سراح ويليمز والعفو عنه وقد تم دعمه في هذا الشأن من قبل ويل كروكس، ماركس توليباردن وأيضا إيان ماكفرسون. أجاب مكينا قائلا:
"وسوف يفهم البيت أنه لا توجد أي مسؤولية تقع على عاتق وزير الداخلية وإنما على الأرجح ما يجب أن يمارس فيما يتعلق بأحلقية الرحمة. وبطيبعة الحال، فإن أي رجل سيكون ممتنا في حال عثوره على دليل مباشر أو سبب أو من الممكن أن أقول اختلاق عذر أو سبب ما يمكنه من حماية حياة بشرية ولكن وظيفتي هي العمل وفقا للقانون وتقاليد مكتبي.
تعمقت في البحث في قصة فريدي مايك إلى أن وصلت إلى أساسها. عثرت على التاريخ العائلي للرجل الذي يدعي بانه فريدي مايك، ووجدت إجابات إلى ما هو أبعد عن السؤال نفسه. ويمكنني القول أنه لا يوجد شيء صادق في حكايته من بدايتها إلى نهايتها حيث أنه ادعى بأن توأمه أو صديق توأمه كان في ايستبورن تلك الليلة إلا أنه لا يملك توأما. يرجع السبب إلى اختلاقه هذه القصة أنه كانت لديه معرفة سابقة بويليمز ولم يرد أن يعدم."
اختتم مكينا بالقول بأن القانون يجب أن يأخذ مجراه ورفض منح العفو للمتهم.
تقدم ويليمز بطلب إلى وزير الداخلية بالإذن له بالزواج من فلورنس سيمور إلا أن مكينا رفض طلبه وكرر رفضه بعد أن تقدم ويليمز للطب مرة أخرى. أعدم ويليمز في الثلاثين من يناير عام 1913.